# Kłosówko, West Pomeranian Voivodeship
Kłosówko [kwɔˈsufkɔ] (tiếng Đức: Gut Buchenau)  là một ngôi làng thuộc khu hành chính của Gmina Borne Sulinowo, thuộc quận Szczecinek, Tây Pomeranian Voivodeship, phía tây bắc Ba Lan. Nó nằm khoảng 9 kilômét (6 mi) phía tây bắc Borne Sulinowo, 16 km (10 mi) về phía tây nam của Szczecinek và 129 km (80 mi) về phía đông của thủ đô khu vực Szczecin.
Trước năm 1945, khu vực này là một phần của Đức. Đối với lịch sử của khu vực, xem Lịch sử của Pomerania.
Làng có dân số 30 người.